# 견인포
견인포(牽引砲) 또는 이동포(移動砲)는 스스로 기동하지 못하여 다른 기동 수단에 의지하여 움직이는 포를 가리킨다. 스스로 이동해서 사격할 수 있도록  제작된 자주포와 대조된다.

## 개요
포의 종류중 하나. 기동성 없이 일정 자리에서 포를 쏘는 형태의 대포.

## 역사
화약이 처음 화포로 개발되어 위세를 떨칠때가 견인포의 시작이다. 화포 개발 초기의 대부분의 포들은 견인포라고 볼 수 있다. 견인포가 처음 도입된 전쟁은 백년전쟁으로 그 중 크레시 전투때 처음 도입되었다. 그후 많은 전투에서 견인포가 도입되었고 특히 근대에 견인포가 많이 사용되었다.

## 종류
크게 견인직사포와 견인곡사포, 그리고 박격포로 나뉜다.

### 견인직사포
견인평사포라고도 불리며 45도 이하의 각도로 포를 발사하는 포를 견인직사포라고 한다.

### 견인곡사포
저각, 고각 사격 모두 가능한 견인포.

### 견인박격포
45도 이상의 발사각도를 가지고 있으며 참호 등을 폭파시킬때 주로 사용된다.

## 같이 보기
- 야전포